# Vampýrovci
Vampýrovci (Noctilionoidea) představují nadčeleď netopýrů. Zahrnuje čeledi mormoopidovití (Mormoopidae), listonosovití (Phyllostomidae), mystacinovití (Mystacinidae), noktilionovití (Noctilionidae), furipterovití (Furipteridae), tyropterovití (Thyropteridae) a myzopodovití (Myzopodidae).
Zástupci všech těchto čeledí žijí vesměs v Americe, s výjimkou mystacin, které představují endemity Nového Zélandu a myzopod, které žijí na Madagaskaru. Myzopodovití jsou v některých případech považováni za sesterský taxon vůči zbylým čeledím, jejich samotné zařazení v rámci vampýrovci je nicméně sporné. Původ vampýrovců je pravděpodobně gondwanský, zřejmě africký.
Mezi vampýrovci se etabluje řada ekologicky pozoruhodných druhů: od dravého listonose nosatého a rybožravé noktilionovité přes upíry živící se krví až po pozemní mystaciny novozélandské či netopýrka přísavkového, jemuž přísavkovité struktury na končetinách umožňují ulpívat k hladkému povrchu listů.